# اليكس كيرش
اليكس كيرش (بالفرنسية: Alex Kirsch)‏ (و. 1992  م) هو راكب دراجة هوائية لوكسمبورغي، ولد في لوكسمبورغ.

## سجل الفوز

### سباقات أو مراحل فاز بها
| التاريخ        | السباق                                               | المركز                                           |
| -------------- | ---------------------------------------------------- | ------------------------------------------------ |
| 06 أبريل 2014  | تريبتيك ديس مونتس إت شاتيوكس 2014                    |                                                  |
| 30 أغسطس 2014  | تور دي أفينير 2014                                   | العاشر في تصنيف النقاط                           |
| 05 يونيو 2016  | طواف لوكسمبورغ 2016                                  |                                                  |
| 24 يونيو 2016  | بطولة لوكسمبورغ لسباق الدراجات ضد الزمن 2016         |                                                  |
| 26 يونيو 2016  | بطولة لوكسمبورغ لسباق الدراجات على الطريق 2016       |                                                  |
| 01 مارس 2017   | لو سامين 2017                                        | الثاني في التصنيف العام                          |
| 18 يونيو 2017  | ستير زي إل إم تور 2017                               | التاسع في التصنيف العام                          |
| 03 أكتوبر 2017 | بينشي-شيمي-بينشي 2017                                | التاسع في التصنيف العام                          |
| 27 فبراير 2018 | لو سامين 2018                                        | السادس في التصنيف العام                          |
| 03 يونيو 2018  | طواف لوكسمبورغ 2018                                  | الثالث في تصنيف النقاط، الرابع في تصنيف أفضل شاب |
| 01 أغسطس 2018  | طواف فالوني 2018                                     | الثالث في تصنيف الجبال                           |
| 18 يونيو 2021  | سباق الطريق ضد الساعة للرجال في بطولة لوكسمبورغ 2021 |                                                  |
| 21 يونيو 2023  | سباق الزمن على الطريق للرجال في بطولة لوكسمبورغ 2023 | الفائز في التصنيف العام                          |
| 25 يونيو 2023  | سباق الطريق للرجال في بطولة لوكسمبورغ 2023           | الفائز في التصنيف العام                          |

## روابط خارجية
- اليكس كيرش على موقع الاتحاد الدولي للدراجات (الإنجليزية)
- اليكس كيرش على موقع أرشيف الدراجات (الإنجليزية)
- اليكس كيرش على موقع إحصائيات الدراجات الإحترافية (الإنجليزية)
- اليكس كيرش على موقع نسبة الدراجات (الإنجليزية)
- اليكس كيرش على موقع CycleBase (الإنجليزية)